# مونتا يبل
مونتا يبل (بالإنجليزية: Monta Bell)‏ (و. 1891 – 1958 م) هو منتج أفلام، ومخرج أفلام، وكاتب سيناريو، ومونتير، وممثل أمريكي، ولد في واشنطن، توفي في هوليوود، عن عمر يناهز 67 عاماً.

## وصلات خارجية
- مونتا يبل على موقع IMDb (الإنجليزية)
- مونتا يبل على موقع ألو سيني (الفرنسية)
- مونتا يبل على موقع أول موفي (الإنجليزية)
- مونتا يبل على موقع قاعدة بيانات الأفلام السويدية (السويدية)
- مونتا يبل على موقع قاعدة بيانات الفيلم (الإنجليزية)
- مونتا يبل على موقع كينوبويسك (الروسية)